# Oveja karachái
La raza de ovejas karachái (en ruso: Карачаевская овца, en karachái-bálkaro: къарачай къой) es una de las razas de lana gruesa más antiguas. Tienen su origen en la zona montañosa de Karachái, en el nacimiento del río Kubán. En la publicación oficial del Ministerio de Agricultura de la Federación de Rusia (Moscú, 2015) "Registro estatal de logros reproductivos aprobados para su uso", la raza de oveja karachái figura con el número 9354024 (creadores n.° 296, 5670, 14214). Las zonas tradicionales de cría de ovejas karachái son Osetia del Norte, Kabardino-Balkaria y Karacháyevo-Cherkesia. Raza de producción carne-lana-láctea. Fue creada por selección popular en condiciones de mantenimiento de pastos durante todo el año.

## Origen de la raza
Se desconoce el momento de desarrollo de la raza de oveja karachái, pero se hizo ampliamente conocida a finales de los siglos XIX y XX, obteniendo un reconocimiento que trascendió la región del Cáucaso, aunque ya era conocida antes. Jean Charles de Besse, un científico húngaro que en 1829 emprendió un viaje al Cáucaso Norte en busca de huellas de la presencia de los antepasados de los húngaros en este territorio, señaló: “Los karachái crían caballos de una raza excelente... Allí se encuentran bueyes y ovejas en gran número. Como regla general, los locales comen cordero. También elaboran mantequilla y queso de muy buena calidad.”
Como señaló Grigori Fílipson, “durante mis viajes, a menudo pasaba la noche o descansaba en sus cobertizos y disfrutaba de una barbacoa, que los pastores nos trataban con cordialidad patriarcal. El cordero de Karacháy es más sabroso que la mejor ternera y tiene un aroma especial, probablemente de las hierbas de la montaña, entre las que se encuentran muchas flores aromáticas”. A finales del siglo XIX, la cría equina y la cría de ovejas seguía siendo la principal ocupación de los karacháis.
A principios del siglo XX, la llamada comisión Abramov, enviada a Karachái para resolver problemas de tierras, también destacó la importancia de la cría de caballos y ganado de Karachái en el comercio de la región. La cría de ganado era de gran importancia, como señalaron los contemporáneos, no sólo en términos de la venta de ganado y sus productos en los mercados locales, sino que también estaba muy extendida, mediante el transporte, dentro del óblast del Térek, en las gobernaciones de Tiflis y Kutaisi, "donde los karacháis venden su ganado y los famosos corderos karachái en rebaños enteros, y la mayoría de los regimientos cosacos del ejército de Kubán reciben excelentes caballos de combate. En este sentido, los estudios locales indican que la población karachái vendía anualmente en 1910, 9.595 caballos, 30.787 vacas y 107.552 ovejas por un monto de 2.940.660 rublos. De los productos ganaderos, la población vende: 25.000 puds de lana de oveja por 250.000 rublos, 6.600 puds de aceites por 66.000 rublos, cueros y pieles de oveja por 50.709 rublos, para un totañ de 3.307.369 rublos”.

## Descripción
Esta es una raza pequeña. Los carneros pesan entre 60 y 70 kg, las ovejas, entre 40 y 50 kg. La constitución es fuerte. Pecho profundo, patas bien desarrolladas y pezuñas fuertes, gracias a las cuales pastan fácilmente en las zonas montañosas del norte del Cáucaso. La característica cola, con una punta curvada en Z, es larga, de hasta 44 centímetros, y puede contener hasta 5-6 kg de grasa. La raza de ovejas karachái tiene cuernos y los carneros tienen grandes cuernos en forma de espiral.
Las cabezas de los animales de esta raza montañesa son pequeñas, estrechas y de nariz aguileña. El color es mayoritariamente negro (hasta el 80% del número total de la manada), pero hay individuos grises, pardos y blancos.
Las ovejas karachái fueron criadas como resultado de muchos años de esfuerzos del pueblo karachái que vive en el norte del Cáucaso, y ninguna ootra raza existente participó en el proceso de cría.
La raza karachái se considera universal. Entre los animales se valora la carne, la leche y la lana, por lo que las ovejas son muy valoradas entre los ganaderos, debido a las propiedades de su fieltro muy denso, el vellón de las ovejas karachái es ideal para hacer ropa de abrigo.
A 1 de enero de 2013 la población reproductora de Karacháyevo-Cherkesia ascendía a 111.315 cabezas, 85.407, ovejas. La cría de la raza karachái se dedica a 9 granjas de cría en la república de Karacháyevo-Cherkesia. En ellos, el trabajo de cría tiene como objetivo aumentar el número de reproductores, aumentar el peso vivo de las ovejas y el rendimiento de animales jóvenes por cada cien ovejas.
La carne de cordero de raza karachái se distingue por su alto sabor. Esta característica de la raza, se debe en gran medida a que en la cría siempre se ha concedido gran importancia a su contenido de carne, ya que existe una gran demanda de cordero debido a la proximidad de las zonas turísticas del Cáucaso Norte.

### Tipos dentro de la raza
Qara-muyuz: estas ovejas tienen una lana sedosa, mucho más larga que otras, pesa tanto como plumón y las trenzas de los animales son onduladas o rectas. Las ovejas tienen cuernos y son predominantemente de color negro.
Tumak: los animales no tienen cuernos, tienen pelaje negro y mucha pelusa. Pertenecen a la categoría de carne, maduran temprano y la carne sabe mucho mejor que la de oveja con cuernos.
Kökbash: oveja gris, la más grande en constitución, altura y peso vivo.

## Producción
De los carneros de la raza karachái, se esquila una media de hasta 3 kg de lana por año y de las ovejas, hasta 2,6 kg de lana. Se trata de una raza de maduración temprana, ya a los tres meses, los corderos alcanzan el 40% del peso corporal de los animales adultos. La producción de leche de las ovejas karachái es bastante alta, por lo que la producción de leche comercializable de un individuo con un contenido de grasa de hasta el 9,6% es de 30 a 50 kg. La fertilidad es de 105-110 corderos por cien ovejas. El rendimiento en sacrificio de una canal de oveja es del 47-56%.